# Blutgletscher
Pour plus de détails, voir Fiche technique et Distribution.
Blutgletscher est un film d'horreur autrichien réalisé par Marvin Kren, sorti en 2013.

## Synopsis
Janek est technicien dans une station climatique d’altitude des Alpes autrichiennes. Sa misanthropie complique les relations avec les scientifiques de la station et les rivalités vont être encore exacerbées avec l’approche de la visite officielle du Ministre de l’Environnement d’Autriche. 
Mais cette routine quotidienne est interrompue brusquement suivant la découverte d’un liquide rougeâtre qui s’échappe d’un glacier avoisinant. Ce liquide semble provoquer des effets terribles inattendus sur les animaux, les transformant en des créatures monstrueuses.

## Fiche technique
- Titre original : Blutgletscher
- Titre international : The Station
- Titre alternatif (Royaume-Uni) : Blood Glacier
- Réalisation : Marvin Kren
- Scénario : Benjamin Hessler, Marvin Kren
- Direction artistique : Alexandra Maringer
- Décors : Alexandra Maringer
- Costumes : Hanya Barakat
- Photographie : Moritz Schultheiss
- Son : Dietmar Zuson
- Montage : Daniel Prochaska
- Musique : Stefan Will et Marco Dreckkötter
- Production : Helmut Grasser
- Société(s) de production : Allegro Film
- Société(s) de distribution : Rezo Films (France)
- Budget :
- Pays d’origine : Autriche
- Langue : Allemand
- Format : Couleurs - 35mm - 2.35:1 - Son Dolby numérique
- Genre : Film d'horreur
- Durée : 93 minutes
- Dates de sortie :
  - Canada : 6 septembre 2013 (Festival international du film de Toronto 2013)
  - Autriche : 27 septembre 2013
  - Allemagne : 6 février 2014

## Distribution
- Gerhard Liebmann : Janek
- Edita Malovčić : Tanja
- Brigitte Kren : La Ministre Bodicek
- Santos : Tinnie
- Hille Beseler : Birte
- Peter Knaack : Falk
- Felix Römer : Harald
- Wolfgang Pampel : Bert Krakauer
- Murathan Muslu : Luca
- Michael Fuith : Urs
- Adina Vetter : Irene
- Coco Huemer : Geli

## Distinctions

### Récompenses
- Viennale 2014 : prix du meilleur acteur pour Gerhard Liebmann

### Sélections
- Festival international du film de Toronto 2013 : sélection « Midnight Madness »
- L'Étrange Festival 2013
- Festival du film de Zurich 2013
- Festival international du film de Catalogne 2013
- Horrorthon Festival Dublin 2013
- Glasgow Fright Fest 2013
- Festival du film de Turin 2013
- Black Bear Filmfest 2013
- Festival de cinéma européen des Arcs 2013
- Festival international du film de Rotterdam 2014